# Queen Elizabeth II Bridge
De Queen Elizabeth II Bridge is een tuibrug over de Theems die onderdeel uitmaakt van de Dartford Crossing. De brug werd in 1991 geopend door Koningin Elizabeth II naar wie de brug vernoemd is.
Toen de brug geopend werd was het de langste tuibrug in Europa. De hoofdoverspanning is de tweede in het Verenigd Koninkrijk na de Second Severn Crossing (6 meter langer en geopend in 1996) en de 34e op de lijst met langste tuibruggen in de wereld (cijfers april 2009).
De brug is de meest oostelijke verkeersbrug over de Theems. Ten tijde van de opening was het de tweede nieuwe brug die in de afgelopen 1000 jaar gebouwd was over de Theems benedenstrooms van Tower Bridge. De reden hierachter was het feit dat bruggen de doorgang van hoge schepen belemmeren waardoor wel meerdere tunnels maar geen bruggen gebouwd zijn totdat de bouw van hoge bruggen praktisch haalbaar werd.

## Afmetingen

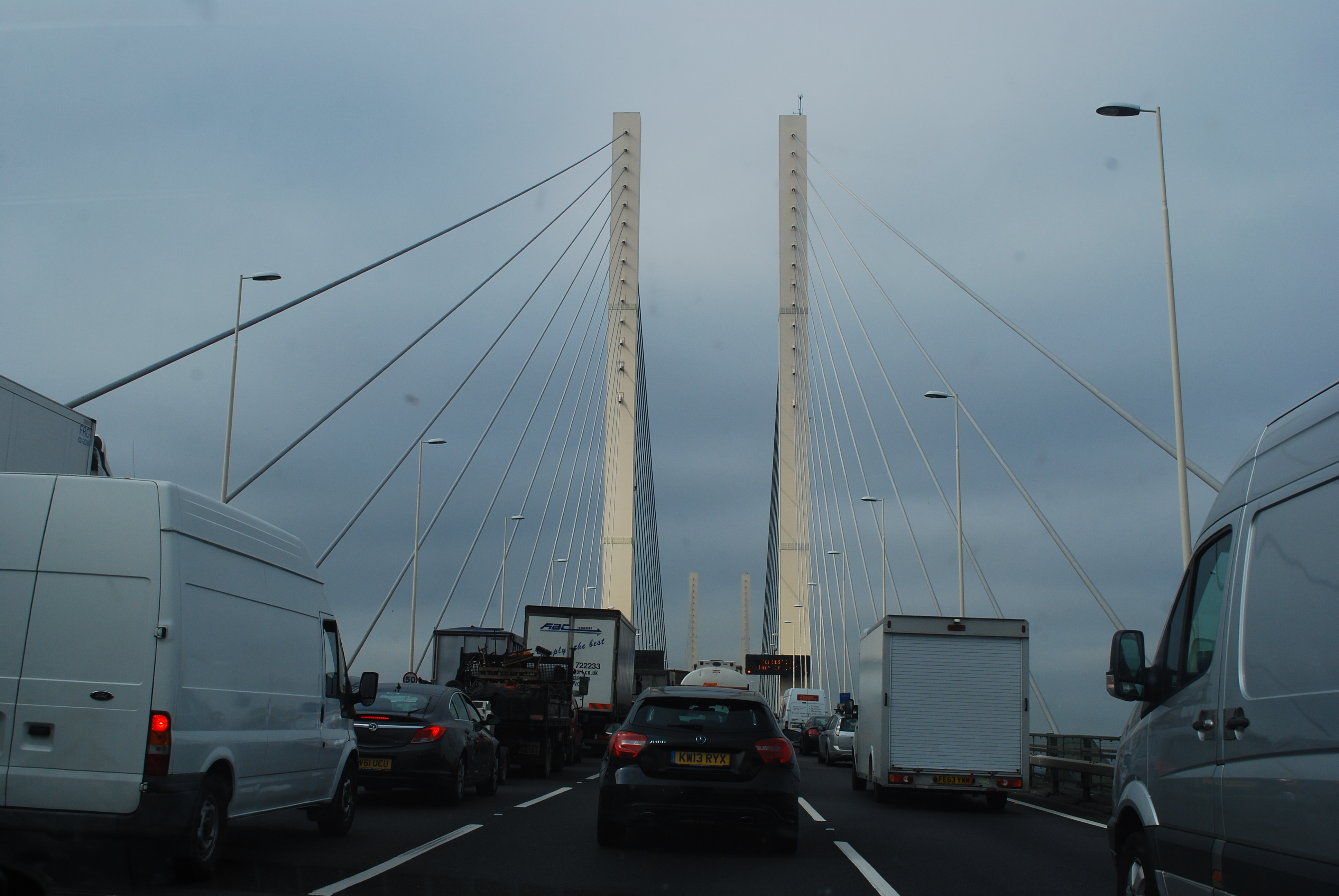
Queen Elizabeth II Brug

De hoofdoverspanning, tussen de twee pijlers, bedraagt 450 meter. Samen met de twee aanbruggen van 181 meter bedraagt de lengte 812 meter. De aanbruggen worden ondersteund door betonnen pijlers.
De verhoogde toerit, in de vorm van een betonnen viaduct, aan de noordzijde is 1.052 meter lang, aan de zuidzijde 1.008 meter. Alles bij elkaar is de hele brugconstructie 2.872 m lang.
De stalen pijlers zijn 84 meter hoog boven het brugdek, ze staan op betonnen pijlers met een hoogte van 53 meter. Hierdoor heeft de brug een hoogte van 137 meter boven maaiveld.
Het hoogste punt van het brugdek zweeft 65 meter boven de rivier, waarbij de doorgang voor de scheepvaart 57,5 m bedraagt. Hiermee kunnen alle behalve de grootste schepen de brug passeren (het cruiseschip Freedom of the Seas is bijvoorbeeld 63,7 m hoog boven de waterlijn).

## Sluiting
Door de grote hoogte komt het voor dat de brug door slecht weer of harde wind gesloten moet worden. Anders dan bij andere bruggen betekent dit een beperkte belemmering van het verkeer omdat het verkeer nog steeds gebruik kan maken van de Dartford Tunnels direct naast de brug. Sluiting veroorzaakt echter grote files. 